# Fusō (corazzata 1875)
La Fusō  (giapponese: 金剛) fu la prima corazzata giapponese ad essere costruita nei cantieri inglesi, nello specifico i Samuda Brothers, e supervisionata da Tōgō Heihachirō.

## Progetto e costruzione
La Fusō era una versione ridotta della HMS Iron Duke, un ironclad della classe Audacious a batteria centrale, familiare ai giapponesi come ammiraglia della Royal Navy China Station dal 1871 al 1875. Vista la scarsa affidabilità delle prime motrici a vapore, la Fusō fu costruita con due alberi completamente funzionali per la propulsione ausiliaria a vela.

## Servizio
La nave partecipò alla prima rivista navale giapponese nel 1878, ed ebbe una collisione tempo dopo con l'incrociatore Takachiho nel 1889 con pochi danni. Programmato il suo ritiro nel 1891, venne riattrezzata in arsenale dal novembre 1891 al luglio 1894. Partecipò alla prima guerra cino-giapponese dove combatté nella battaglia del fiume Yalu ricevendo danni e vittime dalle bordate cinesi.
La nave affondò dopo una collisione con l'incrociatore Matsushima nel 1897, venne recuperata l'anno seguente, riarmata con cannoni Krupp e partecipò alla guerra russo-giapponese del 1904.
Dopo essere stata riclassificata come nave da difesa costiera, venne radiata nel 1908 e rottamata nel 1910.

## Altre navi con lo stesso nome
- Nella marina giapponese vi fu anche la nave da battaglia Fusō  (1912) .